# João Lourenço
João Manuel Gonçalves Lourenço (* 5. března 1954 Lobito, Zámořská provincie Angola) je angolský politik, od roku 2017 také 3. prezident Angoly.

## Život
Již v mládí se Lourenço připojil k dnešní vládnoucí straně MPLA, která bojovala za nezávislost na Portugalsku. V roce 1978 Lourenço odcestoval do Sovětského svazu a studoval na Vojensko-politické akademii V. I. Lenina, kde pokračoval ve vojenském výcviku a získal magisterský titul v historických vědách. V roce 1982 se vrátil zpátky do Angoly, kde se stal generálem dělostřelectva a zapojil se do politiky. V roce 1984 byl jmenován guvernérem provincie Moxico a pokračoval v kariéře v řadách vládnoucí strany. Pracoval také jako provinční komisař provincie Moxico pro MPLA, předseda Regionální vojenské rady 3. vojenské politické oblasti, první tajemník MPLA a provinční komisař provincie Benguela. Byl také předsedou parlamentní strany MPLA v Národním shromáždění v letech 1993 až 1998.
Na stranickém kongresu byl 12. prosince 1998 zvolen generálním tajemníkem MPLA. Jeho volba byla prospěšná pro prezidenta Josého Eduarda dos Santose a předpokládalo se, že Lourenço by mohl být generálním tajemníkem dlouhodobě. Nicméně poté, co dos Santos prohlásil v roce 2001, že nebude usilovat o opětovné zvolení prezidentem, Lourenço otevřeně vyjádřil svůj zájem stát se kandidátem MPLA na prezidenta, a tím své vztahy s dos Santosem poškodil. José Eduardo dos Santos zřejmě neměl skutečný úmysl odstoupit z úřadu, ale snažil se odhalit politické soupeře. Jako generální tajemník MPLA byl pak zvolen na kongresu v prosinci 2003 Juilão Mateus Paulo, zatímco Lourenço byl v letech 2003 až 2014 prvním místopředsedou národního shromáždění.
V dubnu 2014 byl Lourenço jmenován ministrem obrany a v srpnu roku 2016 místopředsedou MPLA. Na konci prosince 2016 byl nominován jako kandidát MPLA na prezidenta. V prezidentských volbách v srpnu 2017 vyhrál, inauguraci měl 26. září 2017. Nahradil tak dlouhodobého prezidenta Josého Eduarda dos Santose, který už pro toto volební období nekandidoval. V září 2018 se stal předsedou MPLA a nahradil dos Santose i v této funkci.
24. srpna 2022 byl Lourenço znovuzvolen na druhé a poslední funkční období v úřadu prezidenta, když získal 51,17 % hlasů.
Od 15. února 2025 předsedá Africké unii.

## Vyznamenání
- Řád welwitschie podivné – Namibie, 18. května 2018[3]
- velkokříž s řetězem Řádu prince Jindřicha – Portugalsko, 22. listopadu 2018[4]
- velkokříž s řetězem Řádu Jižního kříže – Brazílie, 2023[5]